# Rojewo (województwo wielkopolskie)
Rojewo – wieś w Polsce położona w województwie wielkopolskim, w powiecie grodziskim, w gminie Grodzisk Wielkopolski.
W okresie Wielkiego Księstwa Poznańskiego (1815-1848) wieś wzmiankowana jako Rojewo Olędry należała do wsi większych w ówczesnym powiecie bukowskim, który dzielił się na cztery okręgi (bukowski, grodziski, lutomyślski oraz lwowkowski). Rojewo Olędry należało do okręgu grodziskiego i stanowiło część majątku Grodzisk (Grätz), którego właścicielem był wówczas Szolc i Łubieński. Według spisu urzędowego z 1837 roku wieś liczyła 127 mieszkańców i 29 dymów (domostw).
W latach 1975–1998 miejscowość położona była w województwie poznańskim.